# Leptotrichella longirostris
Leptotrichella longirostris là một loài Rêu trong họ Dicranaceae. Loài này được (Schwägr.) Ochyra mô tả khoa học đầu tiên năm 1997.